# Точка зрения
Точка зрения — жизненная позиция, мнение, с которой субъект оценивает происходящие вокруг него события.
Термин произошёл от «точки зрения» — места, где находится наблюдатель и от которого зависит видимая им перспектива. Существуют различные точки зрения: физическая, экономическая, юридическая и так далее.

## Понятие в философии
Введённая точка зрения всегда располагается против, над, в стороне, снизу от мира как целостного образа. Благодаря точке зрения происходит перспективное сокращение объектов, которые в противном случае не могли бы быть восприняты. В развитие философского учения о точке зрения наиболее заметный вклад внесли такие мыслители, как Г. В. Лейбниц, У. Джеймс, П. А. Флоренский, П. Валери, X. Ортега-и-Гассет и другие. Точка зрения соотносится с такими понятиями, как «перспектива», «аспект», «взгляд», «мировоззрение» (Weltanschauung), «позиция», «дистанцирование» и тому подобное.
Различные точки зрения помогают лучше проанализировать явление, избежать предвзятого суждения, найти оригинальное решение проблемы. С другой стороны, людям свойственно когнитивное искажение, которое именуется «склонность к подтверждению своей точки зрения». Объективность — умение посмотреть на ситуацию со стороны, добавить к собственной точке зрения другие.
Точке зрения придаются мировоззренческие функции, она наделяется психическими, сознательными, ценностными качествами, которые и проецируются на «видимый» мир в виде его неотъемлемых качеств. Все точки зрения можно разделить на два типа: единая точка зрения и частная, относительная. Первая определяется как метафизическая, или трансцендентальная, её неизменное свойство — парение-над, уникальность обзора, всеприсутствие, наподобие «ока Бога». Место второй точки зрения проектируется не вне мира, а в нём самом: она является всегда совозможной, динамической, подвижной, в зависимости от дистанции, которую требуется установить.